# Кировоградские пруды
Кировоградские пруды — комплекс из трёх прудов на реке Городне в районе Чертаново Центральное Южного административного округа Москвы. Являются верхнерусловыми прудами в бассейне реки Городни.

## Описание
Комплекс состоит из трёх прудов: Верхнего, Среднего и Нижнего. Располагаются в пойме реки Городни между улицами Кировоградская, по которой пруды и получили своё название, и Чертановская, севернее Кировоградского проезда. Пруды вытянуты в восточном и северо-восточном направлениях вдоль реки, заключённой в данном месте в подземный коллектор, на 130, 135 и 125 метров и повторяют плавные повороты её русла.
Вокруг прудов разбит парк, являющийся популярным местом отдыха жителей окрестных домов. Общая площадь прудов достигает 3,6 гектара, средняя глубина — 2 метров, а объём воды в водоемах до 72 тысяч кубометров. Берега практически открытые с редкими деревьями и кустами, откосы укреплены железобетонными плитами. Вода удерживается забетонированными плотинами, со стоком по трубам.
Верхний пруд овально-изогнутой формы, шириной до 35 метров и площадью 0,5 гектара. Берега пруда имеют травяные откосы. Между Верхним и Средним прудом есть проток, над которым перекинут мост.
Средний пруд овально-многоугольной формы шириной до 60 метров и площадью 1 гектар. Берега пруда имеют травяные откосы выше бетонных плит. В водоёме практикуется любительский лов рыбы.
Нижний пруд овально-четырёхугольной формы шириной до 70 метров и площадью 0,7 гектара. До 2016 года берега пруда были полностью забетонированы, без травяных откосов. После реконструкции 2017 года часть берегов имеют травяные откосы.
В 2017 году были проведены работы по очистке и поднятию уровня прудов и благоустройству прилегающей территории.
Ближайшие к водоёмам станции метро: «Пражская» и «Улица Академика Янгеля».

## История
После заключения реки Городни в подземный коллектор в начале 1970-х годов, в оставшихся участках русла между Чертановской и Кировоградской улицами образовалось 4 пруда. В конце 1980-х годов ближайший к Чертановской улице пруд был засыпан.

## Спорт
В зимнее время года на территории прудов проходит прогулочная лыжная трасса протяжённостью около 1 километра.